# Amerigo Vespucci (schip, 1931)

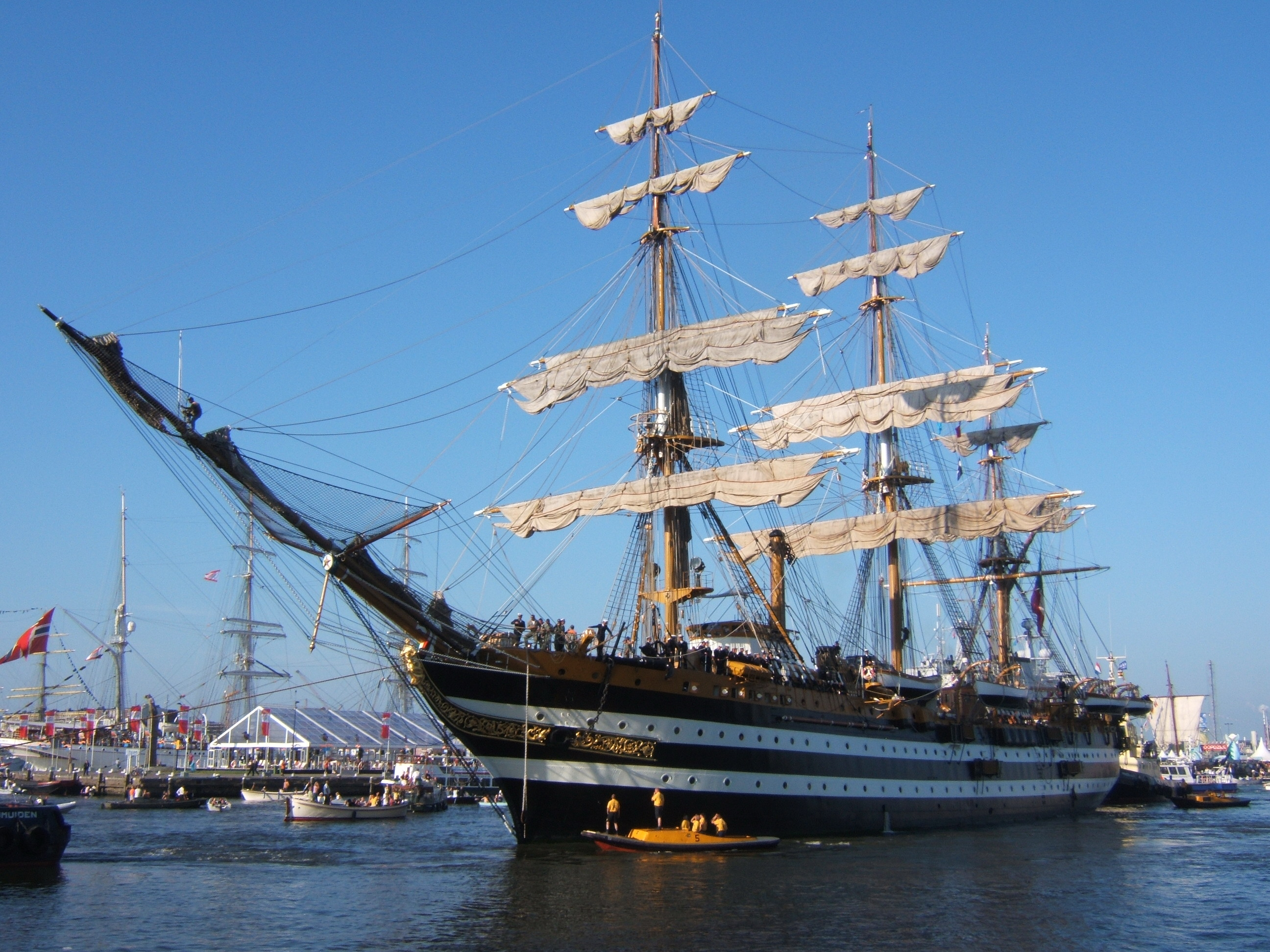
Tijdens Sail 2005 in Amsterdam

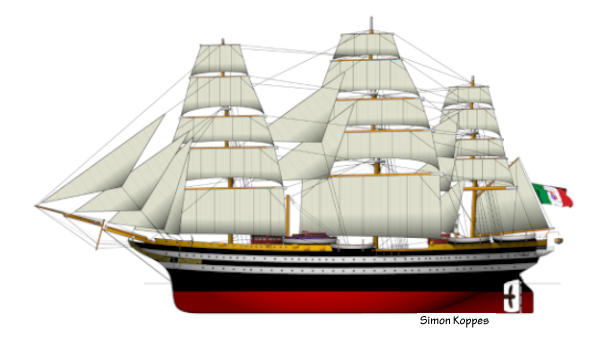
Lijn tekening Amerigo Vespucci

De Amerigo of voluit Amerigo Vespucci is een Italiaans driemast volschip uit 1931. Het is een zusterschip van de Christoforo Colombo, en is genoemd naar de Italiaanse ontdekkingsreiziger Amerigo Vespucci.
De kiel voor de Amerigo Vespucci werd in 1930 gelegd te Castellamare. Op 22 februari 1931 werd het schip te water gelaten. Het is sindsdien in gebruik als opleidingsschip voor cadetten van de Italiaanse marine. Het schip is gebouwd van staal, heeft een totale lengte van 101 meter, waarvan de romp 82,4 meter bedraagt, en een breedte van 15,5 meter en steekt 7,3 meter diep. De masten zijn 43 meter, 54 meter en 50 meter hoog. Het zeiloppervlak bedraagt maximaal 2800m².
Als boegbeeld heeft het schip een levensgroot beeld van de naamgever.
De thuishaven van de Amerigo Vespucci is La Spezia.